# Pourriture des racines de l'avocatier
La pourriture des racines de l'avocatier est une maladie cryptogamique causée par une espèce de pseudo-champignons oomycètes, Phytophthora cinnamomi. Cette maladie est la plus importante sur le plan économique parmi celles qui affectent les cultures d'avocatiers.

## Origine
Cette maladie est favorisée par les sols mal drainés.

## Symptômes
La maladie se manifeste par la pourriture et la mort des radicelles, le flétrissement des feuilles, et finit par entraîner le dessèchement de l'arbre tout entier.